# Den nakna pistolen (filmserie)
Den nakna pistolen (The Naked Gun) är en amerikansk trilogi baserad på TV-serien Police Squad! med Leslie Nielsen i huvudrollen. Trilogin är skapad av David Zucker, Jim Abrahams och Jerry Zucker.

## Roller
| Leslie Nielsen    | – Frank Drebin |
| Priscilla Presley | – Jane Spencer |
| O. J. Simpson     | – Nordberg     |
| George Kennedy    | – Ed Hocken    |
| Ed Williams       | – Ted Olson    |
| Ronald Taylor     | – Al           |

## Filmer
| Titel                                              | Regi           | Premiär         |
| -------------------------------------------------- | -------------- | --------------- |
| Den nakna pistolen                                 | David Zucker   | 2 december 1988 |
| Den nakna pistolen 2½: Doften av rädsla            | David Zucker   | 28 juni 1991    |
| Nakna pistolen 33⅓: Den slutgiltiga förolämpningen | Peter Segal    | 19 mars 1994    |
| The Naked Gun                                      | Akiva Schaffer | 1 augusti 2025  |